# 拉科爾梅納
拉科爾梅納（西班牙語：La Colmena），是巴拉圭的城鎮，位於該國西南部，由巴拉瓜里省負責管轄。面積111平方公里，2018年人口7,000，其中有近350人为日侨。

## 历史
拉科尔梅纳在西班牙语中意为“蜂箱”，原属于伊比蒂米县的伊利亚尔特，由日裔巴西人宮坂国人始建於1936年5月15日，是日本在巴拉圭第一个移民村，同年8月17日，第一批日侨由神户港出发迁入此地垦荒，此后直到第二次世界大战爆发时，日侨才停止移民至此。
1965年，电话线路连接了拉科尔梅纳，1978年，拉科尔梅纳由镇升格为市。1980年代初，普通公路及电通到了拉科尔梅纳，巴拉圭政府亦在此修筑了排水管道及灌溉工程系统。
巴拉圭总统史托斯納爾在任期间，每年十二月都会前往此地視察工作，史托斯纳尔亦曾称赞盛产蔬菜水果的拉科尔梅纳为巴拉圭的“水果之都”（西班牙語：Capital de La Fruta）。2018年，日本真子内亲王访问巴拉圭期间，亦曾在拉科尔梅纳停留。